# Cooperació (evolució)
La cooperació o comportaments cooperatius són els comportaments que presenten els organismes que són beneficiosos per a altres membres de la mateixa espècie. Hi ha diverses teories que intenten explicar per què la selecció natural afavoreix alguns tipus de cooperació.